# 気象環境サービス
有限会社気象環境サービスは、日本の会社。財団法人気象業務支援センター専任主任技師で、NHKへの出演で知られる気象予報士の村山貢司が立ち上げた気象に関する事業等を行う会社である。2002年（平成14年）4月設立。本社は東京都多摩市。

## 概説
気象情報会社というより、大手気象情報会社に所属せず、フリーな立場で活動を行う気象予報士・気象キャスターの集合体である。放送局等との契約関係の処理が主たる業務であり、同じくNHKに気象予報士を派遣している株式会社ウイングなどとともに、気象庁の予報業務許可事業者の許可を得ない事業者である。
2005年（平成17年）度にはNHK（総合・BS）に出演する気象キャスター15人のうち7人までを気象環境サービス在籍者が占めていたが、同年度末をもって高田斉、平井信行、半井小絵が株式会社ウイングに移籍、鶴田由香、辺見健一郎がBS気象情報の廃止により出演を終了したことから、2006年（平成18年）度のNHKへの出演者は村山、中村次郎の2人にとどまっている。